# Пост Гедалии
Пост Гедалии (ивр. צוֹם גְּדַלְיָהוּ‎, цом Гдальяху) — день траура и поста в иудаизме, отмечаемый 3-го тишрея, на следующий день после Рош ха-Шана (двухдневного праздника начала нового года). Пост продолжается от восхода солнца до появления первых звёзд, в это время ничего не едят и ничего не пьют. Если Рош ха-Шана выпадает на четверг и пятницу, пост переносится на воскресенье, потому что в субботу постятся только на Йом-кипур (Судный День).

## История установления
Пост был установлен в память об убийстве Гедалии бен Ахикама, последнего наместника Иудеи, назначенного вавилонянами после разрушения Храма. Гедалия был весьма достойным и уважаемым в общине человеком, его управление было благотворным. Вавилоняне не были заинтересованы в полном разорении своей провинции, поэтому еврейская община начала активно возрождаться, а благосостояние её — расти. Развивалось земледелие и виноградарство. Подъёму способствовали мир и безопасность, поддерживаемые, в том числе, и силами вавилонского военного гарнизона. Сам Гедалия призывал к лояльности вавилонянам, и в то время этот компромисс был меньшим злом. Гедалия пользовался поддержкой пророка Иермияу (Иеремии). Гибель Гедалии вместе с группой сторонников и многими солдатами гарнизона от рук заговорщиков-радикалов, возглавляемых Ишмаэлем бен Нетания, и последующая за этим смута привели к окончательной ликвидации еврейской государственности в Земле Израиля и череде бедствий. Гедалия был предупреждён об этом заговоре, однако отверг предложение соратников тайно убить своих врагов. Сам он был убит во время резни, устроенной на праздничном пире во второй день Рош ха-Шана (2-го тишрея), но в праздник поститься нельзя, поэтому пост принято начинать после праздника.
Упоминается в Зах. 8:19 как «пост седьмого (месяца)».